# Tárgy (nyelvészet)
A hagyományos grammatikában a tárgy az a mondatrész, amely cselekvésfogalmat kifejező alaptag bővítményeként azt nevezi meg, akire vagy amire a cselekvés irányul, illetőleg ami a cselekvés eredményeképpen létrejön.
Ezt az általános meghatározást különböző nyelvek grammatikái azzal pontosítják, ahogyan kifejezik a tárgyat alaktani, szórendi vagy szerkezeti módszerekkel.
Az, hogy lehet-e tárgya vagy nem, az alaptag jelentésétől függ. Ebből a szempontból ez lehet tárgyas vagy tárgyatlan. A tárgyas alaptag jelentésétől függően, ahhoz, hogy a szószerkezet (szintagma) vagy a mondat helyes legyen, a tárgy lehet kötelező vonzat (pl. készít valamit), reprezentálható, ha bizonyos körülmények között elhagyható, de mindig bele van értve a mondatba [meggyógyít (valakit)], vagy fakultatív, ha beleérteni sem kell: A kislány (leckét) ír.

## A tárgy ismérvei
Különböző nyelvek grammatikáiban különböznek a tárgy ismérvei. Egyes nyelvekben van alaki jelölője, amely nyelvtől függően többé-kevésbé jelentős, és vannak olyan nyelvek, amelyekben egyáltalán nincs ilyen ismérve.

### Alaktani ismérvek
A legkönnyebb felismerni a tárgyat akkor, amikor névszó fejezi ki névszóragozásos nyelvekben. Ezekben mindig tárgyesetben áll, melyet jellegzetes rag jelöl. Ez különösen igaz az agglutináló magyar nyelvre, melyben a -t rag teszi ezt, és ez csak a tárgyeset ragja. Azokban a ritka esetekben is, amelyekben hiányzik, az elhagyása fakultatív: Veszem a kalapom / a kalapomat; Magad / Magadat szidod; engem / engemet; téged / tégedet. Ugyanakkor csak a tárgy állhat tárgyesetben, és nem használatos viszonyszóval, azaz névutóval.
A közép-délszláv diarendszerhez tartozó nyelvekben is, amelyek flektálóak, a tárgyat testes rag fejezi ki nőnemű és élőt megnevező hímnemű névszók esetében (pl. Napišite mi adresu ’Írja le nekem a címet’, Video sam nekoga u dnu sobe ’Láttam valakit a szoba végében’.). Azonban a tárgyeset ragja nem mindig ugyanaz, ugyanis nemtől és számtól függ, és olykor a tárgyeset ragja nulla, tehát azonos az alanyesetével, például az életteleneket megnevező semlegesnemű és hímnemű főnevek esetében: Pišem pismo ’Levelet írok’, Onoga dana dogradismo krov ’Azon a napon a tetőt építettük’. Másrészt a tárgyeset ragjai nem csak a tárgyéi. Mint a magyarban, a tárgy nem használatos viszonyszóval, viszont a magyarral ellentétben, ezekben a nyelvekben a tárgyeset nem csak a tárgyé, hanem különféle határozóké is, és ekkor a névutóknak megfelelő elöljárószókkal használják.
A szegényes névszóragozású nyelvekben vagy az olyanokban, amelyekben ez gyakorlatilag nem létezik, a tárgy ismérvei mások. Például a román nyelv grammatikái szerint tárgyesetben áll, bár ennek alakja azonos az alanyesetével, és arról ismerhető fel, hogy vagy nincs elöljárója, de ugyanakkor nem lehet összetéveszteni az alannyal, mivel az nyilvánvalóan más (pl. Îi înapoiez cartea ’Visszaadom neki a könyvet’), vagy a pe elöljáróval van ellátva. Az utóbbi eset általában a személyeket megnevező határozott főneveké és az ilyenekre vagy élettelenekre utaló névmásoké: L-au chemat pe directorul școlii ’Elhívták az iskola igazgatóját’, Îl cunosc pe fiecare ’Mindegyiket ismerem’.
Ennél még korlátozottabb a tárgy alaki jelölése egy olyan nyelvben, mint a spanyol, amelyek grammatikáiban nincs szó névszóragozásról. Általában hasonló tárgyakat, mint a románban, az a elöljáróval használnak, csakhogy ez a részeshatározó elöljárója is: Busco a mi amigo ’Keresem a barátomat’ vs. Mateo dio un beso a su madre ’Mateo puszit adott az anyjának’.

### Egyéb ismérvek
Csak más ismérvek működnek olyan nyelvekben, melyekben egyáltalán nincs a tárgynak alaki jelölője, kivéve egyes személyes névmásokat, melyeknek rag nélkül más alakjuk van tárgyként, mint alanyként, bár egyeseknek azonos alakjuk van tárgyként és részeshatározóként. Például az angol nyelvben a főnévvel kifejezett tárgyat szórendbeli és szerkezeti tulajdonságai alapján lehet felismerni, ugyanis elöljáró nélkül egyedül vagy a részeshatározóval együtt az állítmány mögött áll, elöljáró nélküli részeshatározó esetében az utóbbi mögött, elöljárós részeshatározó esetében pedig ez előtt. Példák: The cat bit the dog ’A macska megharapta a kutyát’, The teacher gave the girl a letter vagy The teacher gave a letter to the girl ’A tanár levelet adott át a lánynak’.
Hasonló a helyzet a francia nyelvben is. Ennek grammatikáiban az a meghatározás található, hogy a tárgy olyan elöljáró nélküli névszói csoport, mely tárgyas ige bővítménye (pl. Il lâche la corde ’Elengedi a kötelet’), és ebben a nyelvben is érvényes az, hogy olyan mondatban, amelyben egyetlen mondatrész sincs kiemelve, nem lehet megváltoztatni a tárgy helyét, mely mindig az állítmány mögött van.
Főleg a tárgy alaktani ismérvével nem rendelkező nyelvek grammatikáiban más módszereket is alkalmaznak e mondatrész felismerésére. Az egyik a cselekvő szerkezet szenvedőre való váltása, ugyanis ennek következményeként csak a tárgy válhat alannyá. Példa a francia nyelvből:
| Igenem    | Alany    | Állítmány |                                                |                                                   |
| Cselekvő: | L’enfant | lit       | le livre (tárgy)                               | ’A gyerek olvassa a könyvet’                      |
| Szenvedő: | Le livre | est lu    | par l’enfant (szenvedő szerkezet kiegészítője) | szó szerint: ’A könyv a gyerek által van olvasva’ |

Angol példa:
| Igenem    | Alany     | Állítmány      |                   |                        |
| Cselekvő: | Philip    | is eating      | the apple (tárgy) | ’Philip eszi az almát’ |
| Szenvedő: | The apple | is being eaten |                   |                        |

Egy másik hagyományos kritérium szerint tárgy az, amellyel rá jellemző kérdésre lehet válaszolni. Francia példák:
- személyre vonatkozó kérdés: J’'aime ma soeur – Qui est-ce que j’aime ? – Ma soeur ’Szeretem a nővéremet – Kit szeretek? – A nővéremet’;
- élettelenre vonatkozó kérdés: J’aime la musique – Qu’est-ce que j’aime ? – La musique ’Szeretem a zenét – Mit szeretek? – A zenét’.

Olyan nyelvekben (pl. a francia, a spanyol), melyekben a névszóragozásból annyi maradt meg, hogy egyes személyes névmásoknak tárgyi funkcióban jellegzetes alakjuk van, a főnévvel kifejezett tárgy ismérve az is lehet, hogy ilyen névmással helyettesíthető: (franciául) L’enfant lit le livre ’A gyerek olvassa a könyvet’ → L’enfant le lit ’A gyerek olvassa (azt)’.

## A tárgy alaptagja
A tárgyas szerkezet alaptagja cselekvést kifejező szó, mely magyar grammatikák szerint az alábbi táblázatban látható szófajokhoz tartozhat:
| levelet | ír (ige)                           |
| levelet | írni (főnévi igenév)               |
| levelet | író (folyamatos melléknévi igenév) |
| levelet | írva (határozói igenév)            |
| levelet | írás (cselekvést megnevező főnév)  |

Más nyelvek grammatikáiban egyéb szófajokat is megemlítenek tárgy alaptagjaként. Ilyen például a Grevisse – Goosse 2007 által (franciául) mot introducteur „bevezető szó”-nak nevezett szófajhoz tartozó voici és voilà, melyek a voir ’lát’ ige és az ici ’itt’, illetve là ’ott’ határozószók összeolvadásából származnak. Példák: Me voici ’Itt vagyok’ (szó szerint ’Íme engem’), Te voilà enfin ’Végre itt vagy’ (szó szerint ’Íme téged végre’).
Román grammatikákban indulatszóval kifejezett állítmányról is van szó, és egyeseknek lehet tárgyuk, pl. Na-ți cartea! ’Nesze a könyv!’, Iat-o ’Itt van’ (szó szerint ’Íme őt’), Pleosc! o palmă ’Lekent neki egy pofont’ (szó szerint ’Püff! egy pofont’).

## A tárgy szófaja
A magyarban, de más nyelvekben is, a tárgy funkcióját minden főnév, főnévi névmás és szófajváltással főnévként használt másféle szófajú szó, valamint a főnévi igenév is betöltheti. Példák:
- főnév: A színész szerepet tanul;
- főnévi névmás: Olyat szeretnék én is;
- más szófajú főnévi értékben használt szó: Szeretem a szépet, A vőlegény nemet mondott;
- főnévi igenév: Nem akarok vitatkozni.

A román nyelv grammatikáiban két más igenév is szerepel tárgyként:
- a határozói igenév: Aud strigând ’Kiáltani hallók’;
- a supin-nak nevezett igenév: Ne-a dat de scris ’Írnivalót adott fel nekünk’.

## A tárgy fajtái

### Jelentéstani szempontból
Jelentéstani szempontból létezik iránytárgy, eredménytárgy és határozói értékű tárgy.
Az iránytárgy olyan élőt vagy élettelent nevez meg, mely az alaptagjával kifejezett cselekvés előtt is létezett, és amelyre a cselekvés irányul: eszi a kenyeret, nézi a fiát.
Az eredménytárgy azt a dolgot nevezi meg, amely az alaptaggal kifejezett cselekvés előtt nem létezett, és annak eredményeképpen jön létre. Az ilyen tárgy vagy megmarad a cselekvés után (varrja a ruhát), vagy a cselekvés befejeztével megszűnik (járja a táncot). Ebbe a kategóriába tartozik az ún. figura etymologicában szereplő tárgy, mely ugyanahhoz a szócsaládhoz tartozik, mint az ige, pl. éli az életet. Az ilyen tárgyat a francia grammatikákban complément d’objet interne „belső tárgyi kiegészítő”-nek nevezik, mely nemcsak az ige szócsaládjához tartozó lehet (Je veux vivre ma vie ’Élni akarom az életement’), hanem másféle is, ha az igével azonos fogalmi tartalmú: dormir son dernier sommeil ’utolsó álmát alussza’.
A határozói értékű tárgy átmenetinek tekintett mondatrész, formájára nézve tárgy, de funkcióját tekintve határozó: Járja a várost (helyhatározói értékű), Ötöt füttyentett a rigó (számhatározói értékű).

### A logikai határozottság szerint
A logikai határozottság szerint van határozott, illetve határozatlan tárgy. Ez nem minden nyelvben fontos megkülönböztetés, de például a magyarban igen, mivel ettől függ, hogy az igei alaptag határozott tárgyas ragozású-e, avagy alanyi ragozású.
Határozott tárgyat fejez ki elsősorban a határozott névelős főnév vagy főnévként használt szó:
- egyedül: Olvasom a könyvet, Jenővel már találkoztam, a többieket azonban nem ismerem,[24] Nem találom a zakómat. Felveszem a tiedet;[25]
- birtokos személyjellel ellátva: Nem találom a zakómat;
- birtokjellel ellátva: Az apámét olvassák;[26]
- jelzős szerkezetben: Olvasom ezt a könyvet, Az első lemezt meghallgatta, Az egész osztályt meghívtad?[24]

Határozott névelő nélküli határozott tárgyfajták is vannak:
- birtokos személyjellel ellátott főnév: Láttuk apádat az utcán;[27]
- tulajdonnév: Jól ismeri Magyarországot;[27]
- harmadik személyű személyes névmás: Őt szeretem, Önt kedvelem;[27]
- a visszaható névmás: Emészti magát;[27]
- a kölcsönös névmás: Ismerik egymást;[27]
- az ez, az, ugyanez, ugyanaz mutató névmások: Ugyanazt néztük meg;[27]
- az -ik képzőt tartalmazó, kiemelést kifejező névmások vagy az ilyenekkel kifejezett jelzős főnév: Melyik fiút szereti Éva?; Akármelyiket / Bármelyiket / Mindegyiket elhozom;[28]
- a mindkét, mindhárom számnevekkel kifejezett jelzős főnév: Mindkét fiút felvették az egyetemre;[28]
- a kettőjük, hármójuk stb. gyűjtő jelentésű szavak: Kettőjüket ismerem;[28]
- a mind általános névmás: Ez az icipici mind megette (népi mondóka);[29]
- a valamennyi általános névmás, amikor jelentése ’az összes’, vagy a vele kifejezett jelzős főnév: Valamennyit elolvasta.[27]

Az első személyű személyes névmások határozott tárgyak ugyan, de esetükben az ige alanyi ragozású (Engem is meghívtak az esküvőre). A második személyű személyes névmások is határozott tárgyak, és velük is a harmadik személyű és a többes szám első személyű ige alanyi ragozású [Téged keresnek szemeim (Petőfi Sándor)], viszont az egyes szám első személyű igének van a tárgyra utaló ragja, a -lak/-lek: Szeretlek téged / titeket, Benneteket hívlak.
Határozatlan tárgyat kifejezhet:
- névelő nélküli főnév: Könyvet olvasok;[31]
- határozatlan névelős főnév: Olvasok egy könyvet;[31]
- -ik képző nélküli vonatkozó névmás: Az a barna kislány, akit várok, svéd;[31]
- a legtöbb határozatlan és általános névmás: Bárkit megkérdezhetsz, Másokat is megkérdeztél?,[31]
- a legtöbb határozatlan és általános névmással kifejezett jelzős főnév: Valamennyi krumplit vegyél;[31]
- kérdő névmás: Mit keresel?;[32]
- kérdő névmással kifejezett jelzős főnév: Milyen könyvet keresel?;[32]
- tőszámnév, határozatlan számnév, vagy ilyennel kifejezett jelzős főnév: Egy lemezt meghallgatott, tízet kidobott, Több nyelvet megtanult a börtönben.[31]

## A tárgy szerkezeti felépítése
Az egyszerű tárgyon kívül, mely egyetlen szóalakból áll (pl. Milyen ajándékot készítsek neked?), magyar grammatikák szerint az alábbi szerkezetű tárgyak léteznek még:
- Az összetett tárgy egy ragtalan névszóból és egy főnévi segédigenévből áll: Riporter szeretnék lenni.
- A többszörös tárgyat egymáshoz kapcsolódó tárgyak alárendelő szószerkezetlánca alkotja: Valamikor én is próbáltam verset írni.
- A halmozott tárgy két vagy több, egymás mellé rendelt névszóból vagy főnévi igenévből tevődik össze: Kiflit és zsemlét vettem a boltban, Szeretnék tanár lenni és maradni. Az utóbbi példa ugyanakkor összetett tárgy is.

Más nyelvek grammatikái másféle tárgyas szerkezeteket is számba vesznek. Például a román nyelvben lehet egyes igéknek két olyan tárgya, melyek nincsenek egymás között sem mellérendelő, sem alárendelő viszonyban. Példák: Te anunț ceva ’Tudatok veled valamit’, Mă costă viața ’Életembe kerül’.
Ugyancsak a román nyelvben megtalálható egyazon tárgy kétszeres kifejezése, főnévvel is, és ráutaló személyes névmással is. Olykor az ilyen szerkezet kötelező, ritkábban nem kiemelt tárgy esetében [I-am văzut pe ai voștri ’Láttam a tieiteket’ (szó szerint ’Őket láttam a tieiteket’)], és mindig a főnévvel kifejezett, kiemelés céljából a mondat elejére tett tárgy esetében: Am stins lampa ’Eloltottam a lámpát’ vs. Lampa am stins-o ’A lámpát eloltottam’.
Az utóbbi eset a franciában is megvan: Il accomplira cette promesse ’Meg fogja tartani ezt az ígéretet’ vs. Et cette promesse, il l’accomplira ’És ezt az ígéretet meg fogja tartani’. A személyes névmás meg is előzheti a főnévvel kifejezett tárgyat: Tu l’as même perdue, [...] cette soif d'honnêteté ’El is veszítetted azt a becsületszomjat’.